# Jean de Drosay
Pour les articles homonymes, voir Drosay (homonymie).
Jean de Drosay (fin XVe siècle – 1550) est un juriste et grammairien français du XVIe siècle.

## Biographie
Jean de Drosay, sieur de Sainte-Marie-en-Auge, a fait des études à Caen, où il devint professeur à l'université. Ses connaissances en grec, latin, hébreu et français lui permirent d'écrire une Grammaticae quadrilinguis partitiones in gratiam puerorum en 1542, publiée en 1544 et qui eut de nombreuses rééditions. Il y définit la grammaire ainsi : « Grammaire doncques, est une certaine raison et manière de parler et composer ».

## Œuvres
- Alphabetum hebraicum, decerptum e quadrilingui grammatica, cujus auctor est Joannes Drosaeus, C. Wechelus, 1543
- Grammaticae quadrilinguis partitiones, in gratiam puerorum, autore Joanne Drosaeo, Christiani wecheli, 1544[3]
- (la) Juris universi justinianea methodus olim à Cicerone praescripta, auctore D. J. Drosaeo, Dupuis, 1545

### Publication récente
- Éléments de la grammaire quadrilingue, édition de Alberte Jacquetin-Gaudet, Classiques Garnier, 2013  (ISBN 978-2812411458)